# Ивано-Франковская область
Ива́но-Франко́вская о́бласть (укр. Іва́но-Франкі́вська о́бласть), разг. Прикарпатье (укр. Прикарпаття), Ивано-Франковщина (укр. Івано-Франківщина) — область на западе Украины. Образована Указом Президиума Верховного совета СССР от 4 декабря 1939 года. До 9 ноября 1962 года носила название Станиславская область (укр. Станіславська область), разг. Станислав(ов)щина (укр. Станислав(ів)щина).
Административный центр и крупнейший город — Ивано-Франковск, другие крупные города — Калуш, Коломыя, Надворная, Долина, Бурштын, Болехов, Снятын, Тысменица, Городенка, Тлумач, Косов, Яремче, Рогатин, Галич.
В отличие от соседних областей, территория примерно совпадает с прежним воеводством (кроме Жидачовского и Стрыйского поветов, которые отошли Львовской области).

## Физико-географическая характеристика

### Рельеф
Область расположена на стыке Восточно-Европейской равнины и Карпат. По характеру рельефа территория области делится на 3 части: равнинную, лесостепную — Поднестровье; среднюю предгорную — Прикарпатье; юго-западную горную — Карпаты, которая занимает почти половину территории области. На северо-восточной окраине её лежат равнины Ополья и Покутья. Поверхность их в западной части холмисто-грядовая, с высотой до 300—400 м, в восточной части пологоволнистая, высотой 200—300 м.
Центральная часть территории области — холмисто-грядовые предгорья (Прикарпатье), принимающие местами низкогорный характер, с высотой до 400—600 м. На юго-западе области расположены горы, образующие ряд вытянутых с северо-запада на юго-восток хребтов, отделяющихся друг от друга поперечными и продольными долинами и образующих системы Восточных Бескид (1363 м), Горган (1818 м) и Покутских гор (1491 м); имеются обособленные массивы Черногора (наивысшая точка — гора Говерла, 2061 м), Чивчин и Гринявских гор.

### Крайние населённые пункты
- На севере — с. Каменка Ивано-Франковского района
- На юге — с. Голошина Верховинского района
- На западе — с. Сенечев Калушского района
- На востоке — с. Завалье Коломыйского района

### Климат
Климат умеренно континентальный. В Поднестровье и Прикарпатье зима довольно мягкая (средняя температура января от −4 до −5,5 °C), лето тёплое (июль +18…+19 °С). Осадков 500—800 мм в год. Продолжительность вегетационного периода до 210—215 суток. В Карпатах климат более суровый и влажный и сильно меняется с высотой; средняя температура января понижается от −6 до −9 °C, июля от +17 до +6 °C; количество осадков увеличивается от 800 до 1400 мм и более. Вегетационный период сокращается до 90 суток.

### Реки
Главные реки — Днестр (с притоками Гнилая Липа, Лимныца, Быстрица) и Прут (с основным притоком Черемош). Половодье весной и дождевые паводки летом. Реки используются как источники гидроэнергии и для лесосплава.

### Полезные ископаемые
В Ивано-Франковской области разведано 160 месторождений 24 различных видов полезных ископаемых, из которых разрабатывается около половины. В области залегают основные запасы нефти и газа Карпатской нефтегазовой провинции. Наибольшими по объёму разведанных запасов является: среди нефтяных месторождений — Долинское, нефтегазовых — Битков-Бабчинское, среди газовых — Богородчанское. Нерудные минеральные ресурсы представлены значительными запасами калийных и магниевых солей, источниками минеральной воды.
Также на Олесской площади, которая находится на территории Львовской и Ивано-Франковской областей, находятся значительные запасы сланцевого газа, которые по оценкам геологов составляют 3 трлн м³ газа. В настоящее время обсуждается вопрос о заключение СРП с «Chevron» для разведки и добычи указанного сланцевого газа. На 21 Июля 2013 г. соглашение областным советом одобрено не было.

### Почвы
Почвенно-растительный покров меняется с высотой. На равнинах преобладают серые лесные оподзоленные почвы и чернозёмы оподзоленные, в предгорьях — дерново-подзолистые почвы, в горах — бурые горно-лесные различной степени оподзоленности, дерново-бурозёмные и горно-луговые дерновые и торфянистые.

### Растительность
Равнины и предгорья в значительной степени распаханы. Около 35 % территории покрыто лесом. Преобладают дубовые, дубово-буковые и дубово-грабовые (на равнинах), буково-дубовые, буковые и буково-пихтовые (в предгорьях) леса. В горах в нижней части склонов преобладают смешанные леса (в основном из бука, пихты и ели), в верхней части — хвойные, преимущественно еловые леса. Самые высокие вершины (с высотой 1400—1600 м) заняты высокогорными лугами-полонинами: субальпийскими до 1850—1900 м и альпийскими свыше 1900 м.

### Животный мир
В лесах водятся благородный олень, европейская косуля, дикий кабан, лисица, волк, енот, барсук, каменная и лесная куницы, дикий кот, рысь, бурый медведь, белка и др. Из птиц встречаются дрозды, дятлы, совы, глухари, тетерева и другие.

### Земельные ресурсы
Общий земельный фонд Ивано-Франковской области составляет 1392,7 тыс. га. Меньше половины (46,5 %) территории занята сельскохозяйственными землями, почти столько же (45,7 %) — лесами и другими лесистыми площадями, 4,3 % составляет застройка, 0,2 % — болота, 1,6 % — другие земли и 1,7 % — территории, занятые водой.

## История
По данным археологических исследований, территория Ивано-Франковской области (Прикарпатье) была заселена ещё в период среднего палеолита.
По могильнику Верхняя Липица, расположенному в селе Верхняя Липица Ивано-Франковского района, была названа липицкая культура железного века.
К началу первого тысячелетия н. э. на землях Прикарпатья проживали древнеславянские племена анты, карпы и тиверцы, которые со временем сформировались в славянское племенное объединение белых хорватов. В 981 году Прикарпатье вошло в состав Киевской Руси.
В 1199 году князь Роман Мстиславович создал из земель Галичины и Волыни Галицко-Волынское княжество, часть которого после его смерти в 1205 году перешла во владения Польши и Венгрии. В годы правления князя Данилы Галицкого Галицко-Волынское княжество усилилось и превратилось в одно из мощнейших государств Европы .
В 1241 году первая столица княжества город Галич и другие поселения были разрушены в результате татаро-монгольского нашествия. За период нахождения под властью Золотой Орды Галицко-Волынское княжество пришло в упадок, а во второй половине XIV века население территории попало в полную зависимость от соседних государств.
В 1434—1772 годах Галич был центром староства Русского воеводства Польского королевства.
С 1349 года территория современной Ивано-Франковской области вместе с другими землями на более чем четыре столетия попала под польское господство. В этот период возникло и постепенно росло противостояние местного коренного населения с польскими феодалами и королевскими старостами, которое с веками сформировалось в национально-освободительное движение местных народностей (гуцулов, лемков, бойков) против польского владычества. На формирование и усиление движения большое влияние оказала освободительная война украинского народа в 1648—54 годах под руководством Богдана Хмельницкого.
В 1730—1740-х годах на территории современных Косовского и Верховинского районов области зародилось движение опришков, имеющее под собой социальную основу, одним из руководителей которого был Олекса Довбуш.
В 1772 году, в результате первого раздела Речи Посполитой, Прикарпатье вошло в состав королевства Галиции и Лодомерии Австро-Венгерской империи, где находилось до её распада в 1918 году.
В 1911—1912 учебном году в Австро-Венгрии на территории будущей Ивано-Франковской области имелось 735 общеобразовательных школ с 156,9 тыс. учащихся, высших и средних специальных учебных заведений не было.
В период Первой мировой войны территория области, вместе с другими соседними областями, стала ареной ожесточённых боёв между армиями немецко-австрийского блока и Российской империи.
В 1918 году на территории области была создана независимая Западно-Украинская народная республика (ЗУНР) со столицей — городом Станиславом, названным польским гетманом Анджеем Потоцким в честь своего отца Станислава Потоцкого.
В 1919 году в Станиславе был принят акт об объединении ЗУНР с Украинской Народной Республикой (УНР) со столицей в Киеве, которое просуществовало всего несколько месяцев.
В середине 1919 года эту территорию заняла Польша и на последующие 20 лет Прикарпатье вошло в состав Польши.
1 сентября 1939 года германские войска напали на Польскую Республику, началась Вторая мировая война.
17 сентября 1939 года Прикарпатье перешло в состав СССР и стало частью Украинской ССР.
17 сентября 1939 года Красная Армия Советского Союза вступила на территорию восточной Польши — Западной Украины, и 28 сентября 1939 года был подписан Договор о дружбе и границе между СССР и Германией.
С 6 октября по 27 ноября 1939 года главой Временного гражданского управления Станиславского воеводства был Груленко, Михаил Васильевич.
27 октября 1939 года установлена Советская власть.
C 14 ноября 1939 года в составе Украинской Советской Социалистической Республики Союза Советских Социалистических Республик.
4 декабря 1939 года образована Станиславская область и Станиславский уезд с центром г. Станислав (Указ Президиума Верховного совета СССР от 4 декабря 1939 года). Председатель Исполнительного комитета Станиславского областного Совета Козенко, Максим Максимович (назначен в ноябре 1939, работал до 1945 г.). 1-й секретарь Станиславского областного комитета КП(б) Украины Груленко, Михаил Васильевич (Постановление Политического бюро ЦК КП(б) Украины № 860-оп; назначен 27 ноября 1939, 4.08.1941 погиб).
Всестороннее экономическое развитие области началось после воссоединения Западной Украины с УССР.
С 1939 года начала выходить газета на украинском языке «Прикарпатская правда» (по укр. «Прикарпатська правда»). Областное радио вело передачи по одной программе на украинском и русском языках, ретранслировало передачи из г. Киева и г. Москвы.
С 1939 по 13.06.1940 г. в г. Станиславе находилось Управление и некоторые воинские части 12-й армии Киевского ОВО, основной задачей которой было прикрытие государственной границы.
22 июня 1941 года германские войска напали на СССР, началась Великая Отечественная война 1941—1945 годов. Советские войска, находившиеся в городах и сёлах, были подняты по боевой тревоге и выведены в места сосредоточения по плану прикрытия государственной границы. Они вошли в состав Юго-Западного фронта. Жизнь области перестраивалась на военный лад.
2 июля 1941 года областной центр оккупирован.
27 июля 1944 года освобождён советскими войсками 1-го Украинского фронта в ходе Львовско-Сандомирской наступательной операции 13.07-29.08.1944 г.
Войскам, участвовавшим в освобождении Станислава, приказом Верховного Главнокомандующего от 27 июля 1944 г. объявлена благодарность и в г. Москве дан салют 20-ю артиллерийскими залпами из 224 орудий.
Приказом Верховного Главнокомандующего И. В. Сталина в ознаменование одержанной победы присвоено наименование «Станиславских»: 18-му гв. ск (генерал-майор Афонин, Иван Михайлович), 30-му ск (генерал-майор Лазько, Григорий Семёнович), трём дивизиям, 15 полкам, 6 батальонам.
Сразу после освобождения территории УССР в 1944 году началось восстановление разрушенного хозяйства города, предприятий и железной дороги.
С 1958 года начала выходить газета на украинском языке «Комсомольское знамя» (по укр. «Комсомольский прапор»).
9 ноября 1962 года город Станислав переименован в честь украинского писателя Ивана Франко. Соответственно и Станиславская область стала называться Ивано-Франковская.
В 1970 году общая длина железных дорог составляла 493 км, общая длина автомобильных дорог — 5,3 тыс. км, в том числе с твёрдым покрытием 4,2 тыс. км.
В 1970 году в 234 дошкольных учреждениях воспитывалось 20,2 тыс. детей.
В 1970—71 учебном году в 846 общеобразовательных школах всех видов обучалось 244 000 учащихся, в 15 профессионально-технических училищах 8 610 учащихся, в 17 средних специальных учебных заведениях 12,7 тыс. учащихся, в 3 высших учебных заведениях (институты медицинский, педагогический, нефти и газа — в Ивано-Франковске) 13,4 тыс. студентов.
1 января 1971 года в области работали: 961 массовая библиотека (имели 10,3 млн экземпляров книг и журналов); музыкально-драматический и кукольный театры, филармония, Государственный гуцульский ансамбль песни и танца (в Ивано-Франковске): 4 музея — Ивано-Франковский краеведческий (филиалы — Музей партизанской славы в г. Яремче, литературный музей И. Франко в селе Криворивна и др.), Снятинский литературно-мемориальный музей М. Черемшины, Коломыйский музей народного искусства Гуцульщины, Русовский литературно-мемориальный музей В. Стефаника; внешкольные детские учреждения — 27 дворцов и домов пионеров, 13 спортшкол, 2 станции юных техников; 824 клубных учреждения, 846 киноустановок. 152 больничных учреждения на 12,1 тыс. коек (9,5 койки на 1 тыс. жителей) обслуживали жителей области; в них работали 2,9 тыс. врачей (1 врач на 435 жителей). В горах Карпатах созданы климатические курорты в Яремче, Ворохте, Татарове; в Приднестровье — в Черче (бальнеогрязевой). Туристов принимал основной туристский центр в Яремче.
В 1971 году общий объём продукции промышленности в области возрос по сравнению с 1940 годом в 16 раз.
В 1971 году в области были ведущими отраслями промышленности: нефтяная, газовая, химическая, машиностроительная, лесная и деревообрабатывающая. Производство электроэнергии осуществляла Бурштынская ГРЭС (посёлок Бурштын). Добыча и переработка нефти велась в Долине, Надворной, Быткове, газа — в Надворной, Долине, Богородчанах. На территории области берёт начало газопровод «Братство» (г. Долина). Химическое производство — Калушский химико-металлургический комбинат (минеральные удобрения и другая продукция), лесохимическое — завод в г. Выгода. Предприятия машиностроения и металлообрабатывающей промышленности — это приборостроительный, локомотиворемонтный, авторемонтный заводы в Ивано-Франковске, завод сельхозмашин в Коломыя. Деревообрабатывающие предприятия в Коломые, Выгоде, Брошнев-Осаде, Надворной, Верховине, Солотвине; мебельные — в Ивано-Франковске, Болехове, Отыне, бумажная — в Коломые. Среди отраслей пищевой промышленности главное место занимает сахарная (в Городенке; Бовшевский завод) и спиртовая (в Ивано-Франковске, Снятыне, Подгайчиках). Также были заводы: табачно-ферментационный (Заболотов), пивоваренные (Ивано-Франковск, Коломыя, Калуш), масло-сыродельные (Коломыя, Галич, Городенка и др.); мясокомбинаты (Ивано-Франковск, Коломыя). В лёгкой промышленности крупный кожевенно-обувной комбинат (Ивано-Франковск), кожевенные заводы (Ивано-Франковск, Болехов), обувная, гардинная, ткацкая, швейная, щёточная (Коломыя), трикотажная, швейная, художественных изделий (Ивано-Франковск), меховая (Тысменица) фабрики; развито производство ковров в Косове, Кутах, Коломые. Стройматериалы (железобетонные изделия, кирпич, цемент) производились в Ивано-Франковске, Калуше, Долине, Болехове, Коломые, Ямнице. Широко были распространены художественные промыслы: резьба по дереву, инкрустация, ткачество, вышивка, изготовление ковров, керамика, например, Косов, Коломыя, Верховина.
Сельское хозяйство представлено как земледелием, так и животноводством. В 1971 было 252 колхоза и 20 совхозов. Сельское хозяйство представлено как земледелием, так и животноводством.

## Население
Численность наличного населения области на 1 января 2020 года составляет 1 368 097 человек, в том числе городского населения 606 764 человека, или 44,4 %, сельского — 761 333 человек, или 55,6 %.
Наличное население на 1 июля 2013 года — 1 381 798 человек (что на 62 человека больше чем 1 июня), в том числе городское население 600 027 человек (43,42 %), сельское 781 771 человек (56,58 %). Постоянное население — 1 379 072 человека, в том числе городское население 593 750 человек (43,05 %), сельское 785 322 человека (56,95 %). Плотность населения — 99,21 жителей на 1 км². В регионе расположено 15 городов, 24 посёлка городского типа, 765 сел. Наибольшие города — Ивано-Франковск, Калуш, Коломыя. В первом полугодии 2011 года прирост населения в результате превышения рождаемости над смертностью составил 235 человек.
| 2001       | 2003       | 2004       | 2005       | 2006       | 2007       | 2008       | 2009       | 2010       | 2011       |
| ---------- | ---------- | ---------- | ---------- | ---------- | ---------- | ---------- | ---------- | ---------- | ---------- |
| ↘1 409 700 | N/D        | ↘1 397 890 | ↘1 393 600 | ↗1 388 990 | ↘1 385 470 | ↘1 382 690 | ↘1 381 100 | ↘1 380 770 | ↘1 379 800 |
| 2012       | 2013       | 2014       | 2015       | 2016       | 2017       | 2018       | 2019       | 2020       | 2021       |
| ↗1 380 107 | ↗1 381 877 | ↗1 382 190 | ↗1 382 600 | ↘1 382 320 | ↘1 379 915 | ↘1 377 550 | ↘1 373 370 | ↘1 368 105 | ↘1 361 100 |
| 2022       | 2023       |            |            |            |            |            |            |            |            |
| ↘1 351 800 | ↘1 337 900 |            |            |            |            |            |            |            |            |

### Национальный состав
Национальный состав по данным переписи 2001 года:
- украинцы — 1 371 200 (97,5 %)
- русские — 24 920 (1,8 %)
- поляки — 1 902 (0,1 %)
- белорусы — 1 550 (0,1 %)
- молдаване — 650 (0,05 %)
- евреи —  402 (0,03 %)
- немцы — 302 (0,02 %)
- армяне — 297 (0,02 %)
- румыны — 227 (0,01 %)
- цыгане — 207 (0,01 %)
- болгары — 127 (0,01 %)
- Всего — 1 403 700 (100 %)

### Языковой состав
Проводимая во времена СССР русификация Украины почти не затронула Ивано-Франковскую область: доля украиноязычных в регионе в 1959—1989 гг. колебалась в районе 94—96 %. Родной язык населения Ивано-Франковской области по результатам переписей населения, %
|            | 1959 | 1970 | 1989 | 2001 |
| ---------- | ---- | ---- | ---- | ---- |
| Украинский | 94,4 | 95,1 | 94,9 | 97,8 |
| Русский    | 4,2  | 4,5  | 4,8  | 1,8  |
| Другие     | 1,4  | 0,4  | 0,3  | 0,2  |

Родной язык населения Ивано-Франковской области по данным переписи 2001 года:
|                            | Украинский | Русский |
| -------------------------- | ---------- | ------- |
| Ивано-Франковская область  | 97,8       | 1,8     |
| Ивано-Франковск (горсовет) | 92,7       | 6,4     |
| Болехов (горсовет)         | 99,1       | 0,7     |
| г. Калуш                   | 95,3       | 3,2     |
| г. Коломыя                 | 93,1       | 5,0     |
| Яремче (горсовет)          | 99,2       | 0,6     |
| Богородчанский район       | 99,6       | 0,3     |
| Верховинский район         | 99,6       | 0,3     |
| Галичский район            | 99,0       | 0,9     |
| Городенковский район       | 99,6       | 0,3     |
| Долинский район            | 98,7       | 1,0     |
| Калушский район            | 99,7       | 0,3     |
| Коломыйский район          | 99,5       | 0,4     |
| Косовский район            | 99,5       | 0,4     |
| Надворнянский район        | 98,8       | 0,8     |
| Рогатинский район          | 99,7       | 0,3     |
| Рожнятовский район         | 99,6       | 0,3     |
| Снятынский район           | 99,5       | 0,4     |
| Тлумачский район           | 99,7       | 0,3     |
| Тысменицкий район          | 99,5       | 0,4     |

Украинский язык является единственным официальным языком на всей территории области.
7 декабря 2018 года решением Ивано-Франковского областного совета в Ивано-Франковской области был введён мораторий на публичное использование русскоязычного культурного продукта.
По данным опроса, проведённого Социологической группой «Рейтинг» с 16 ноября по 10 декабря 2018 года в рамках проекта «Портрети Регіонів», 94 % жителей Ивано-Франковской области считали, что украинский язык должен быть единственным государственным языком на всей территории Украины. 4 % считали, что украинский язык должен быть единственным государственным языком, а русский — вторым официальным в некоторых регионах страны. 1 % считали, что русский должен стать вторым государственным языком страны. 1 % затруднились с ответом.
16 февраля 2024 года решением Ивано-Франковского областного совета в Ивано-Франковской области утверждена «Областная комплексная программа "Утверждение функционирования украинского языка как государственного во всех сферах общественной жизни Ивано-Франковской области" на 2024—2026 годы», главными целями которой являются усиление позиций украинского языка в различных сферах общественной жизни региона и украинизация беженцев из других областей Украины.
По данным исследования Центра контент-анализа, проведённого в период с 15 августа по 15 сентября 2024 года, темой которого стало соотношение украинского и русского языков в украинском сегменте социальных сетей, в Ивано-Франковской области на украинском языке писалось 96,2 % сообщений (в 2023 году — 86,1 %, в 2022 году — 87,2 %, в 2020 году — 58,1 %), на русском — 3,8 % (в 2023 году — 13,9 %, в 2022 году — 12,8 %, в 2020 году — 41,9 %).
После провозглашения Украиной независимости в области, как и в стране в целом, происходит постепенная украинизация русифицированной в советское время системы образования. Динамика соотношения языков преподавания в учреждениях общего среднего образования в Ивано-Франковской области:
| Язык преподавания | Учебный год | Учебный год | Учебный год | Учебный год | Учебный год | Учебный год | Учебный год | Учебный год | Учебный год | Учебный год | Учебный год | Учебный год | Учебный год | Учебный год |
| Язык преподавания | 1991/92     | 1992/93     | 1993/94     | 1994/95     | 1995/96     | 2000/01     | 2005/06     | 2007/08     | 2010/11     | 2012/13     | 2015/16     | 2018/19     | 2021/22     | 2022/23     |
| ----------------- | ----------- | ----------- | ----------- | ----------- | ----------- | ----------- | ----------- | ----------- | ----------- | ----------- | ----------- | ----------- | ----------- | ----------- |
| Украинский        | 96,0 %      | 96,7 %      | 97,0 %      | 97,7 %      | 98,0 %      | 99,0 %      | 99,7 %      | 99,6 %      | 99,6 %      | 99,5 %      | 99,4 %      | 99,4 %      | 100,0 %     | 100,0 %     |
| Русский           | 4,0 %       | 3,3 %       | 3,0 %       | 2,3 %       | 2,0 %       | 1,0 %       | 0,2 %       | 0,3 %       | 0,3 %       | 0,3 %       | 0,3 %       | 0,3 %       | —           | —           |

В период с 2012/13 по 2016/17 учебный год в Ивано-Франковской области доля учеников, изучающих русский язык либо в русскоязычных классах, либо как отдельный предмет в классах с украинским языком преподавания, сократилась с 2,88 % до 0,71 %.
По данным Государственной службы статистики Украины в 2023/24 учебном году все 157 424 учащихся в учреждениях общего среднего образования в Ивано-Франковской области обучались в украиноязычных классах.
По данным Государственной службы статистики Украины в 2024/25 учебном году все 154 008 учащихся в учреждениях общего среднего образования в Ивано-Франковской области обучались в украиноязычных классах.

### Конфессиональный состав
В 2007 году в Ивано-Франковской области насчитывалось 1225 религиозных объединений, среди которых:
- 636 — УГКЦ (третий по количеству общин регион Украины)
- 413 — Православная церковь Украины
- 41 — свидетели Иеговы
- 30 — Римско-католическая церковь
- 27 — УПЦ (МП)
- 25 — пятидесятники
- 22 — баптисты
- 17 — адвентисты седьмого дня
- 7 — христиане веры евангельской
- 3 — иудеи.

### Еврейская община
Вскоре после основания в 1662 году Станислав стал одним из главных еврейских городов современной Западной Украины. Евреи, которым было разрешено свободно селиться в Станиславе, очень быстро заселили город — к 1672 году там уже стояла деревянная синагога. В начале XVIII века из-за частых войн и эпидемий иудейское присутствие в городе существенно сократилось, и, чтобы привлечь евреев в Станислав, было решено расширить их привилегии. В частности, было разрешено построить каменную синагогу. Благодаря привлекательным условиям, к 1732 году еврейская община выросла до 1740 человек, что на тот момент составляло 44,3 % всего населения. В дальнейшем город активно рос, но примерно такое же процентное соотношение евреев держалось вплоть до Второй мировой войны.
- Синагога в Станиславе
- Синагога в Гвоздеце
- Синагога в Коломые
- Бывшая синагога в Долине
- Бывшая синагога в Болехове

Большое количество жилых и промышленных зданий принадлежало евреям — Маргошесы владели кожемяцкой фабрикой, Либерманы — спиртзаводом, Касвинеры и Урманы — кирпичными заводами, во владении Гальпернов были банки и доходные дома. В те времена даже ходила шутка, что польские в Станиславе только улицы — а вот дома там таки еврейские. Евреи не только жили и работали в австрийском и польском Станиславе, но и принимали участие в управлении им — с 1873 года они составляли почти половину членов муниципалитета, а в 1897–1919 годах на должности бургомистра находился доктор А. Нимхин, которого поляки сместили, параллельно уволив и других евреев из муниципальных учреждений. В 1927 году на должность вице-мэра снова был назначен представитель еврейской общины, лидер станиславских сионистов А. Риттерман.
В 1941—1944 годах в области было уничтожено 132 тысяч евреев — 125 тысячи местных и 7 тысяч венгерских.
- Еврейское кладбище в Бурштыне
- Еврейское кладбище в Бурштыне
- Еврейское кладбище в Рогатыне
- Еврейское кладбище в Войнилове

В Ивано-Франковске родились общественный и государственный деятель Даниэль Остер (1893), врач Макс Шур (1897), экономист и дипломат Артур Фрэнк Бёрнс (1904), в Надворной — психиатр Манфред Сакель (1900), в Коломые — музыкант Эмануэль Фойерман (1902), художница Маргит Райх (1903), скульптор Хаим Гросс (1904), в Тысменице — писатель Генри Рот (1906).

## Административно-территориальное устройство
Административный центр Ивано-Франковской области — город Ивано-Франковск.

### Районы
17 июля 2020 года принято новое деление области на 6 районов:
| № | Район                   | Население (тыс. чел.) | Площадь (км²) | Административный центр |
| - | ----------------------- | --------------------- | ------------- | ---------------------- |
| 1 | Верховинский район      | 30,5                  | 1248,3        | посёлок Верховина      |
| 2 | Ивано-Франковский район | 560,1                 | 3873,0        | г. Ивано-Франковск     |
| 3 | Калушский район         | 286,5                 | 3562,7        | г. Калуш               |
| 4 | Коломыйский район       | 279,8                 | 2476,7        | г. Коломыя             |
| 5 | Косовский район         | 85,7                  | 902,8         | г. Косов               |
| 6 | Надворнянский район     | 130,6                 | 1862,1        | г. Надворная           |

Районы в свою очередь делятся на городские, поселковые и сельские общины.

### Города
| - Ивано-Франковск - Болехов - Бурштын - Галич - Городенка | - Долина - Калуш - Коломыя - Косов - Надворная | - Рогатин - Снятын - Тлумач - Тысменица - Яремче |

### История деления области
8 декабря 1966 годы были образованы Верховинский и Ивано-Франковский районы
Число административных единиц, местных советов и населённых пунктов области до 17 июля 2020 года:
- районов — 14;
- районов в городах — 0;
- населённых пунктов — 804, в том числе:
  - сельских — 765;
  - городских — 39, в том числе:
    - посёлков городского типа — 24;
    - городов — 15, в том числе:
      - городов областного значения — 6;
      - городов районного значения — 9;
- сельских советов — 477.

14 районов до 17 июля 2020 года:
| - Богородчанский район - Верховинский район - Галичский район - Городенковский район - Долинский район - Калушский район - Коломыйский район | - Косовский район - Надворнянский район - Рогатинский район - Рожнятовский район - Снятынский район - Тлумачский район - Тысменицкий район |

Статусы городов до 17 июля 2020 года:
| Города областного значения: - Ивано-Франковск - Болехов - Бурштын - Калуш - Коломыя - Яремче | Города районного значения: - Галич - Городенка - Долина - Косов - Надворная - Рогатин - Снятын - Тлумач - Тысменица |

По письменным источникам самыми старыми городами в области являются Галич (Крылос) (988 год), Рогатин (1200 год), Тлумач (1213 год), Тысменица (1144 год), Снятын (1158 год), Коломыя (1241 год).

### Органы власти
Местное самоуправление в области осуществляет Ивано-Франковский областной совет, исполнительную власть — областная государственная администрация. Председатель (глава) областного совета избирается советом, председатель (глава) облгосадминистрации, назначается и освобождается от должности Президентом Украины по представлению Кабинета министров Украины. Решение об освобождении от должности главы облгосадминистрации Президент Украины принимает также в случае выражения недоверия главе двумя третями депутатов областного совета.
В советский период политический контроль над органами местного самоуправления области осуществляли комитеты Коммунистической партии соответствующего уровня. Областной комитет компартии возглавлял Первый секретарь Коммунистической партии области.
Первые секретари Коммунистической партии области
- 27.11.1939 — 4.08.1941 — Груленко Михаил Васильевич (погиб)
- 1944—1949 гг. — Слонь Михаил Варнаевич
- 1949—1950 гг. — Щербак Филипп Кузьмич
- 1950—1951 гг. — Слонь Михаил Варнаевич
- 1951—1959 гг. — Щербак Филипп Кузьмич
- 1959—1963 гг. — Лысенко Яков Иванович
- 1963—1966 гг. — Кащеев Иван Андреевич
- 1966—1969 гг. — Погребняк Яков Петрович
- 1969—1973 гг. — Добрик Виктор Фёдорович

Председатели Исполнительного комитета Станиславского областного Совета
- …11,1939—1945 — Козенко Максим Максимович
- 1945—1946 — Рясиченко, Иван Иванович
- 1946 — …01.1949 — Щербак, Филипп Кузьмич
- 1.1949 — 1951 — Кобзин, Ефим Никифорович
- 1952—9.11.1962 — Пантелюк, Юрий Иосифович

Председатели Исполнительного комитета Ивано-Франковского областного Совета
- 9.11.1962—21.11.1979 — Пантелюк, Юрий Иосифович
- 21.11.1979 — 1990 — Бойчук, Вадим Александрович
- …04 — …09.1990 — Захарчук, Дмитрий Васильевич
- …10.1990 — …01.1991 — Павлик, Василий Остапович
- …01.1991 — …03.1992 — Яковина, Николай Михайлович

## Экономика
| N | показатель              | единицы          | значение, 2014 г. |
| - | ----------------------- | ---------------- | ----------------- |
| 1 | Экспорт товаров         | млн долларов США | 487,8             |
| 2 | Уд.вес в общеукраинском | %                | 0,9               |
| 3 | Импорт товаров          | млн долларов США | 481,8             |
| 4 | Уд.вес в общеукраинском | %                | 0,9               |
| 5 | Сальдо экспорт-импорт   | млн долларов США | 6,0               |
| 6 | Капитальные инвестиции  | млн гривен       | 6692,6            |
| 7 | Средняя зарплата        | грн              | 2875              |
| 8 | Средняя зарплата        | долларов США     | 241,9             |

По материалам Комитета статистики Украины   (укр.) и Главного управления статистики в Ивано-Франковкой области   (укр.)

### Промышленность
В структуре промышленного производства региона наибольший удельный вес имеют электроэнергетика, топливная промышленность, химическая и нефтехимическая, а также пищевая промышленность. В структуре производства товаров народного потребления доля продовольственных товаров составляет 50 %.

### Сельское хозяйство
В 1999 году валовой сбор зерна в регионе составил около 244,7 тыс. т, сахарной свёклы — 245,2 тыс. т, семян подсолнуха — 0,4 тыс. т, картофеля — 621,6 тыс. т. Было также произведено 81,8 тыс. т мяса, 521,7 тыс. т молока и 236,1 млн штук яиц. На начало 1999 года в области работали 578 фермерских хозяйств. Основное направление развития сельского хозяйства — животноводство, удельный вес которого в общем объёме сельскохозяйственного производства в 1999 году равнялся 53 %. В растениеводстве наибольшую долю составляют такие культуры как лён, сахарная свёкла, зерновые.

## Рекреационные ресурсы
Основу природно-заповедного фонда области составляют природный заповедник «Горганы» площадью 5,3 тыс. га, 3 национальные природные парки (Карпатский, Галицкий и «Гуцульщина»), общая площадь которых составляет 97,5 тыс. га (49,7 % площади всех заповедных объектов области), 2 региональные ландшафтные парки (Днестровский и Поляницкий) общей площадью 38,4 тыс.га; 60 заказников общей площадью 45,8 тыс. га, из них 10 — государственного значения площадью 5,4 тыс. га, 50 — местного значения площадью 40,4 тыс. га.
В области есть пять курортных местностей и действуют 11 санаториев. Для курортной терапии используются климатическое лечение, минеральные ванны. Среди курортов — низкогорные Косов, Татаров, Яремче, среднегорный Ворохта и бальнеогрязевой курорт предгорья Черче. В области находится и наиболее развитый горнолыжный курорт Украины — Буковель.
Выгодская УЖД («Карпатский трамвай») используется в туристических целях.

## Культура
В 1939 году в областном центре был открыт стационарный украинский музыкально-драматический театр им. И. Франко, филармония. С 1945 года начал свой творческий путь кукольный театр им. М. Пидгирянки. Работают также театр фольклора, народных праздников и зрелищ, 10 государственных музеев в том числе краеведческий и художественный и свыше 60 общественных музеев, Национальный заповедник «Древний Галич». Всего в области насчитывается 3477 памятников истории, архитектуры и культуры. Среди археологических достопримечательностей, около 300 трипольских поселений, 40 могильников и 20 поселений культура культуры карпатских курганов, 250 памятников черняховской культуры (II—V ст.) и 325 древнерусских поселений и 60 городищ. В области под охраной государства находится 587 памятников сакральной архитектуры, в том числе : церквей — 446, колоколен — 88, часовен — 2, костёлов — 31, синагога — 7, келий, палат духовенства — 6, монастырей — 7. Из них — памятников национального значения — 122, местного значения — 465.
Для услуг населения в сфере культуры работают 717 домов культуры, народных домов и клубов. Сеть библиотек составляет 752 библиотечных учреждений, общий фонд которых насчитывает свыше 9 млн экземпляров книг.
Образование в Ивано-Франковской области представлено 316 дошкольными учреждениями, 759 общеобразовательными школами, 71 внешкольным учреждением, 22 профессионально-техническими училищами, и 32 высшими учебными заведениями І-IV уровня аккредитации (среди которых три национальных университета и 8 структурных подразделений-филиалов вузов).
Действует 1152 религиозных общества 13 конфессий, 10 монастырей, две духовных семинарии и теологический институт.

## Экология
Основными загрязнителями атмосферного воздуха на территории Ивано-Франковской области являются предприятия-производители электроэнергии, газа и воды, выбросы которых составляют около 87 % от общего объёма выбросов, а также автотранспорт (20 %). В целом в пределах области выбросы в атмосферный воздух осуществляют около 200 промышленных предприятий, среди которых крупнейшие загрязнители — Бурштынская ТЭС, ОАО «Нефтехимик Прикарпатья», ОАО «Ивано-Франковскцемент» и другие.
Наибольшую долю в структуре выбросов составляют соединения серы (около 71,8 % всех выбросов в области), твёрдые зависшие частицы (13,6 %) и соединения азота (6,8 %). В целом в течение года в атмосферный воздух региона попадает около 200 тыс. тонн загрязняющих веществ. По плотности выбросов (18 т/км²) область занимает пятое место на Украине.
Большая часть антропогенной нагрузки приходится на малые реки — притоки Днестра, в бассейне которого размещается большинство водопользователей области.

## Исправительные учреждения
В Ивано-Франковской области размещена часть учреждений пенитенциарной системы Украины, среди которых:
- Следственный изолятор — СИЗО № 199,
- Колония-поселение — ИТК № 118,
- Колония усиленного режима — ИТК № 41[53].

## Известные люди

### В области родились
- Стефюк, Мария Юрьевна (р. 1948) — оперная певица, народная артистка СССР (1985)

## Награды
- Орден Ленина (1967)[54].